# Голос (фільм, 1982)
«Голос» (рос. «Голос») — російський радянський художній фільм режисера Іллі Авербаха знятий на кіностудії «Ленфільм» у 1982 році.

## Сюжет
Фільм знятий, йде процес озвучування. Виконавиця головної ролі Юля Мартинова невиліковно хвора. Можна доручити озвучування іншій акторці, але Юля, таємно покинувши лікарню, продовжує працювати в студії. І ось робота завершена. Актриса пішла з життя, але залишила глядачам свій неповторний голос…

## У ролях
- Наталія Сайко — Юлія Андріївна Мартинова, акторка
- Леонід Філатов — Сергій Анатолійович, режисер
- Георгій Калатозішвілі — Олександр Ілліч, автор сценарію
- Єлизавета Нікіщіхіна — Анна Вікторівна, асистент
- Всеволод Шиловський — Кольчужников, оператор
- Сергій Бехтерєв — Олег Петрович Ромашкін, композитор
- Петро Шелохонов — Леонід Борисович, директор картини
- Василь Бочкарьов — Аркадій, чоловік Мартинової
- Тетяна Кравченко — Надя, медсестра
- Олена Сафонова — Свєта, дублерша
- Тетяна Панкова — Павла Федорівна, художниця
- Георгій Березовський — Гарік, звукооператор
- Тетяна Лаврова — Маша Ахтирська, подруга Юлії
- Михайло Глузський — Павло Платонович
- Тамара Родіонова — Людмила Іванівна, монтажер
- Алла Осипенко — сусідка Юлі по лікарняній палаті
- Тетяна Догілева — Наташа, асистент знімальної групи
- Ніна Усатова — пацієнтка терапевтичного відділення
- Андрій Ургант — Міша
- Євген Філатов — Женя Кулаков

## Знімальна група
- Автор сценарію:  Наталія Рязанцева
- Режисер-постановник:  Ілля Авербах
- Оператор-постановник:  Дмитро Долінін
- Художник-постановник:  Володимир Светозаров
- Композитор:  Микола Каретников